# 卡片鬥士翔
《卡片鬥士翔》（日语：ライブオン CARDLIVER 翔）是由吉川兆二擔任原案及原作、作畫的漫畫作品，在2007年10月號至2009年10月號期間連載，單行本由發行，總共6卷，未有中文代理。動畫版於2008年10月5日開始在東京電視台播放，總共51話。

## 作品概要
卡片斗士翔是唯一動畫化的原創作品。

## 故事簡介
故事發生在有着稱為「Live On」的卡片遊戲世界，所有卡片在發動時都會實體化，而使用者更能使用特殊卡片直接投入遊戲對戰場之中。天尾翔是一個十分熱愛Live On的小學五年級學生，但實力低下，從未勝出任何對戰。有一天翔在回家途中遇上了一隻外表如同小狗一樣，正被人追趕的「創造怪獸」佩達魯（日语：ペダル），熱血的翔為了救助受傷的佩達魯而與敵人展開Live On對戰……

## 登場角色

### 無敵團
天尾翔（聲：石川靜）
主角。現年11歲，是一名十分喜愛Live On的小學五年級學生，但實力低下，從未勝出任何對戰。性格單純，使用「大地系」卡組。在佩達魯被人追擊時，為了保護佩達魯而戰，依靠佩達魯創造的鬃毛狼打敗對手，獲得初次的勝利。
十分喜愛怪獸，得知Live Change後能和怪獸交談而感到興奮，手上卡組差不多全部都是怪獸，完全沒考慮加入其他卡片。
和愛及徹組成無敵團參加大賽，但第一場就戰敗，令徹期望「無敵團的無敵記錄」幻滅。
在中部大賽中先後險勝三內光代及山賀裂，在準決賽中與徹組隊對戰新木墊隊的雙葉兄弟。兩人成功使用紫水晶龍及技能卡石濺飛蛾打敗了雙葉兄弟。決賽時由於徹發燒未能參與而與愛組隊參賽。比賽中段召喚布拉修擊敗了沃爾加尼克，並在終段透過松戶學給予的技能卡與愛同時Live Change，並在愛捨身攻擊紫煙巨龍下，直接攻擊喬治加藤而獲得最終勝利。是無敵團在中部大賽中唯一未嘗敗績的成員。
鬃毛狼
翔Live Change變身而成的怪獸，登場後直接以火焰消滅對方一隻怪獸。擁有優秀的攻擊力及速度。由佩達魯創造。在中部大賽的決賽前一刻，被佩達魯強化後，失去登場火焰攻擊敵人的能力，但取而代之的是能破壞對方三張卡。
S鬃毛狼
在動畫版最終話登場，佩達魯和布拉格聯手強化的鬃毛狼，擁有遠超鬃毛狼的力量。
佩達魯（聲：鈴木真仁）
外表像一隻黃色的小狗，事實上是「創造怪獸」。在被喬治加藤追擊時遇上翔，為了協助與敵人對戰的翔，創造出鬃毛狼的卡片，自此與翔一起活動。常因創造卡片失敗，而被其他創造怪獸嘲笑，但因為得到翔的信任而重拾自信。
在中部大賽前，為翔創造出「音速獵鷹」協助愛成功登錄普萊瑪麗公主。
在中部大賽的決賽前被布拉格嘲諷而再次變得低落，但在翔及愛等人的鼓勵下再一次重拾自信，在決賽前的一刻將鬃毛狼強化。
小芹愛（聲：折笠富美子）
女主角，翔的青梅竹馬。現年10歲，是無敵團三人中年紀最小的一員，但卻比翔更成熟。一頭紅色的長髮綁成馬尾，頭上更有羽毛作頭飾之用。Live On卡片對戰的高手，性格好勝倔強。與一般玩家不同，愛的卡片機裝在左腳上，能使用Live Change變身成「光速獵鹰」。
在中部大賽前與翔及徹一起進行怪獸捕捉，在翔的「音速獵鷹（オンソクファルコン）」協助下，成功登錄第一公主普萊瑪麗公主及第二騎士賽肯德利。
在中部大賽初賽中意外地被三內英世擊敗，但在與水野志吹的戰鬥中，以壓倒性的實力擊敗對手。由於拒絕使用大地系卡組而未有與徹組隊出戰準決賽。不過，由於徹發燒未能參加決賽而與翔組隊參賽。比賽終段透過松戶學給予的技能卡與翔同時Live Change並捨身攻擊紫煙巨龍，讓翔能直接攻擊喬治加藤而獲得最終勝利。
光速獵鹰
愛Live Change變身而成的怪獸，能在天空自由飛翔，登場時可強制移動對手的一隻怪獸。
間狩徹（聲：松野太紀）
無敵團中年紀最大的一人，現年12歲，是有錢人家的孩子，出入都有高級房車代步，並有專屬管家。曾送贈罕有卡片予翔，並和翔及愛組成無敵團參加大賽，稱呼翔為「鬃毛狼小子（ウルフ坊や）」。使用「大海系」的卡組，以華麗作為信條，能使用Live Change變身成「海軍海豚」。
在中部大賽中擊敗了三內剛三，但在與向川望對戰時，受到對手的心理攻擊，加上在隔鄰戰場上的雀影響，最終戰敗。
為準備中部大賽準決賽而入手了紫水晶龍，並希望與愛組成隊伍，但由於愛拒絕使用大地系卡組而失敗，轉為與翔組隊。兩人在最初默契不足，但隨着對戰進行慢慢主導了比賽，透過紫水晶龍及技能卡石濺飛蛾打敗了雙葉兄弟。而已，由於跳進水中慶祝的關係而發燒，未能參加決賽而將紫水晶龍借予翔。
海軍海豚
徹Live Change變身而成的怪獸，外表如同海豚一般，能在擊破敵方怪獸後進行回歸，繼續攻擊對手直到無法擊破對手為止。
布拉修（聲：比嘉久美子）
松戶學給予翔的怪獸蛋孵化出的怪獸，紅白色的古龍。喜歡親近出生後第一眼看見的見。能利用腦電波與人類溝通，亦能讓人類無須Live Change就能與怪獸直接對話。
在中部大賽決賽前夕，主動被翔登錄協助翔與愛。本身是紅白混色系的卡片，能透過棄掉一張卡換取成長，並在攻擊對方是抽取一張卡。在比賽中，透過翔棄掉兩張卡後成長為第三狀態，擊敗了沃爾加尼克。但受到喬治的技能卡攻擊而退場。

### 無敵團相關
天尾見（聲：望月久代）
翔的妹妹，小學一年級。在漫畫中只在番外篇中登場，但在動畫中戲分被大幅增加，成為主要角色之一。
十分尊敬愛，與愛一樣使用「大空系」的怪獸，在初次參加Live On對戰時，曾得到愛的協助，成功擊敗了翔。
本來十分討厭狗，但自佩達魯出現後出現180度轉變，常緊抱佩達魯，甚至為牠裝扮。
跟隨翔一起到中部比賽場地，負責準備便當及聲援等後援工作。在布拉修出現後，擔任「母親」般的角色照顧布拉修。
天尾步（聲：木村亞希子）
翔及見的母親。性格溫柔，擅長料理。
管家（聲：樫井笙人）
徹的管家。穿着整齊的燕尾服，對徹十分的忠心，本名不明。
松戶學（聲：置鮎龍太郎）
翔等人就讀的小學的老師，常被翔誤稱為「間戶老師（マッド先生）」。曾多次暗中協助翔，給予翔技能卡「石濺飛蛾」及怪獸蛋。事實上與喬治加藤是舊識，曾在研究所內工作，但由於不同意加藤的理念而離開。

### 殲滅戰隊
喬治加藤（聲：川田紳司）
使用大冥界系卡組，擁有長白髮的男子，實力強大。能變身成「石墨幽靈（グラファイトゴースト）」，擁有魔導神官「迪索雷特」、「紫煙巨龍（紫煙ドラゴン）」、「沃爾加尼克」等強力怪獸。
認為世上所有強力的怪獸都已經出現，要創出更強的怪獸只有利用創造卡片怪獸。將世上所有具有潛力的創造卡片怪獸集中在研究所，為追捕逃走的佩達魯而出現在翔的面前，並兩次壓倒性地擊敗翔。
在中部大賽決賽中被翔打敗，終於認同翔跟佩達魯的可能性。
部下A、B、C（聲：風間勇刀（A）、一色まゆ（B）、仁科洋平（C））
本名不明。部下A是金髮男性，部下B是長髮女性，部下C是壯健的男性。其中部下A能變身成「石墨鬼（ハイイロゴースト）」，曾在追捕佩達魯時與翔對戰。在中部大賽中，部下A與喬治組隊和翔及愛對戰，在中途已被擊敗。最後，殲滅戰隊戰敗只得亞軍，由留下的部下C負責接受獎牌。
布拉格（聲：櫻井智）
跟隨喬治加藤的創造卡片怪獸，能創造出遠比佩達魯所創造的怪獸更強力的怪獸。自稱是最強的創造卡片怪獸，除創造出「石墨幽靈」及「沃爾加尼克」等怪獸卡片外，甚至連技能卡也能創造。

### 大空隊
- 無敵團在地區大會中決賽的對手。

大空燕（聲：江口拓也）
大空隊的隊長，大空兄妹的大哥。極具實力的卡片鬥士，在地區大會的決賽中和翔進行大將戰，在被普遍看好的情況下僅敗。
在中部大會中，被新木塾隊擊敗。為了支援無敵團而特意與弟妹一起到訪徹家中和翔等人特訓。
大空鷗（聲：成瀬誠）
大空隊成員，大空兄妹的二哥，與愛一樣使用「大空系」的卡片，在地區大會的決賽中和愛進行先鋒戰，被愛擊敗。能變身成「急速獵鷹（キュウソクファルコン）」。
在中部大會中，被新木塾隊擊敗。為了支援無敵團而特意與燕一起協助翔和徹進行特訓。
大空雀（聲：菊地ゆうみ）
大空隊成員，大空兄妹的三妹。不擅長人際，但擁有比燕更強的實力，在地區大會決賽和徹進行次鋒戰，以壓倒性的實力將徹瞬間擊敗，從此以後徹每次遇上雀都會變得極之害怕。能變身成「瞬殺麻雀（シュンサツスズメ）」。
在中部大賽與新木塾隊對戰中，輕易擊敗新木優。

### 大漁旗
- 無敵團在中部大賽中初賽的對手。

三內剛三（聲：松本大）
大漁旗的隊長，英世的父親，光代的祖父。性格豪邁，使用「大海系」卡組，常將「男人的卡組是大海系」掛嘴邊。對未能繼承衣缽的英世感到不滿。在中部大賽的初賽中，和徹進行大將戰，並稱徹為「愛花俏」的小子。由於兩人均使用「大海系」卡組，對戰場特別升高讓其他人能觀看水中的作戰。最後被徹擊敗，不小心掉進池內，和打算救他的英世一起，被徹救起，最終承認英世。
三內英世（聲：荻野晴朗）
剛三的兒子，英世的父親。本身是旱鴨子，因此未有繼承家族擔任漁民，而是成為普通的上班一族，使用的卡組亦非「大海系」而是「大地系」。在中部大賽的初賽中，和愛進行先鋒戰，擅於使用技能卡及陷阱卡而讓愛陷入苦戰，最終使用和翔交換而來的技能卡打敗愛。在剛三被擊敗掉進池內時，忘記自己不懂游泳跳進池內，最終被徹救起，並獲得剛三的承認。
三內光代（聲：比嘉久美子）
剛三的孫子，英世的兒子。十分尊敬剛三，同樣使用「大海系」卡組，與祖父一同常將「男人的卡組是大海系」掛嘴邊。在中部大賽的初賽中，和翔進行次鋒戰，使用「海嘯」卡片讓翔陷入苦戰，最終以一張卡片見負。

### Live Change隊
- 無敵團在中部大賽中第二場比賽的對手。一度被誤以為是持有複數Live Change卡的隊伍，實際上隊名的由來沿自三人都會穿上特別服飾參戰。

水野志吹（聲：山本正樹）
大海系卡組的使用者，平時十分害羞，在對戰時自稱Live On，其實只是穿上特別服裝後性格會變得自大。在中部大賽中與愛進行先鋒戰，雖然持有水妖王子傑尼斯，但由於與怪獸未能心意相通，最終被愛壓倒性的擊敗。
向川望（聲：中島沙樹）
大冥界系卡組的使用者，對戰時會打扮成和「再起娃娃」般的哥德蘿莉，並對對手進行詛咒。在中部大賽與徹的次鋒戰中，由於徹的身體狀況不佳，並受到隔鄰戰場的雀影響而無法發揮實力，打敗了徹。
山賀裂（聲：岸尾大輔）
大地系卡組的使用者，對戰時會穿上袋鼠裝，話尾加上「嗶」。擁有「地獸王」的強力卡片。在中部大賽中與翔進行大將戰，一度擁有壓倒性的優勢，但被翔攻擊時，不幸地連續爆破技能卡形成連橫自爆，最終戰敗。

### 新木塾隊
- 無敵團在中部大賽中準決賽的對手。

新木優（聲：河原木志穂）
新木塾隊的領隊，24歲，戴眼鏡的女士。擅於在對戰前收集各隊的情報。對翔等人稱呼她為「大嬸」感到不快，多次強調自己是「姐姐」。
雙葉最、雙葉強（聲：津村真琴）
優的弟子，兩人是心靈相通的雙胞胎，分別使用大空系及大海系卡組，並持有赫菜森。兩人的名字組成「最強」，而實力亦十分高強，分別打敗了大空燕及大空鷗。在與翔及徹的對戰中，一度佔得上風，但隨着對戰進行，受到對方超出預想的行動打亂，最終被擊敗。

## 主要怪獸

### 大地系
翔的怪獸，當中突擊馬是翔初次接觸LiveOn時從友人手上得到的怪獸，而怒濤馬則是與三內英世交換得來的怪獸。三隻怪獸本身為父子關係，怒濤馬是父親，突擊馬是大哥，疾風馬是弟弟。

### 大空系
普萊瑪麗公主（聲：大原沙耶香）
愛的怪獸之一，擁有高貴氣質的飛翔系，能提升場上所有飛翔系1000點能力。愛為了應付中部大賽而到深山進行怪獸登錄，公主在與愛的對戰中感受到愛的真摰而接受愛的登錄。在與水野志吹的對戰中登場。
賽肯德利（聲：置鮎龍太郎）
愛的怪獸之一，持有騎士劍的飛翔系，是普萊瑪麗公主忠誠的部下。在公主接受愛的登錄後，自願跟隨公主被愛登錄。在與水野志吹的對戰中拚命保護公主，並在愛的技能卡支援下，以先制攻擊打敗水妖王子傑尼斯。

### 大海系
16
徹的主力怪獸之一，擁有比一般八瓜魚多一倍的觸手，因而得名。
24
徹的怪獸之一，與16同樣是章魚類的怪獸，具有強大的攻擊力，每一下攻擊都能爆破對手三張卡。
清澄蛇龍（聲：置鮎龍太郎）
徹的怪獸之一，龍族的怪獸。具有透明隱身的能力，曾與翔的虎龍王在徹的家因誤會而大戰一場，導致徹的家受到嚴重破壞。
水妖王子傑尼斯（聲：樫井笙人）
原屬水野志吹擁有的怪獸，水妖族的怪獸。能提升場上所有水妖族1000點能力。在水野志吹與愛對戰時，由於水野志吹的誤解導致意興闌珊，一度準備離去，不過發現水野的忠誠而激勵全體士氣，但最終被愛的賽肯德利以先制攻擊擊破。

### 大冥界系
沃爾加尼克
喬治加藤的怪獸之一，由布拉格創造的龍系卡片怪獸，可進行反擊召喚，並直接到前進到攻擊線。具有4500力量及爆裂2的技能，被喬治稱為「最強的龍」，但在中部大賽決賽中被狀態三的布拉修擊破。

### 混色系
紫水晶龍
徹的怪獸之一，龍族的怪獸。需要使用3點藍色及2點紅色力量的混色卡，價值連城，是徹為準備中部大賽準決賽而入手的卡。在對戰新木塾隊時，與赫菜森勢均力敵，在被爆破時更具有突破1的能力。
赫菜森
雙葉兄弟持有的怪獸，是藍白卡片，具有突破2的能力。在與無敵團的對戰時，與紫水晶龍勢均力敵，最終同時爆破。

## 用語
系統
Live On分為紅之大地系統、白之大空系統、藍之大海系統及黑之大冥界系統。卡片邊框的顏色可顯示屬性。
Live Change卡
Live On的特殊卡片，可以讓玩家變身成怪獸，直接參與對戰。變身後的玩家能與同屬性的怪獸對話。
創造卡片怪獸
能創造Live Change特殊卡片的怪獸。

## 漫畫
- 單行本由發行，總共6卷，未有中文代理。

| 出版順序 | 日版書名 | 出版日期   | ISBN                   |
| -------- | -------- | ---------- | ---------------------- |
| 第1集    |          | 2008年10月 | ISBN 978-4-591-10539-9 |
| 第2集    |          | 2008年11月 | ISBN 978-4-591-10597-9 |
| 第3集    |          | 2008年12月 | ISBN 978-4-591-10699-0 |
| 第4集    |          | 2009年3月  | ISBN 978-4-591-10846-2 |
| 第5集    |          | 2009年7月  | ISBN 978-4-591-10972-4 |
| 第6集    |          | 2009年9月  | ISBN 978-4-591-11117-8 |

## 電視動畫
在動畫版，片尾及次回予告之間會有由主要角色進行Live On的用語解說。

### 製作人員
- 原作：ライブオン　CARDLIVER翔（ポプラ社）
- 原案：吉川兆二
- 監督：
- 系列構成：
- 人物設定：增田敏彥
- 總作畫監督：增田敏彥
- 美術監督：明石聖子
- 色彩設計：磯貝深雪
- 撮影監督：川田敏寬
- 編集：大竹彌生
- 音樂：三宅一徳
- 音樂監督：飯塚康一
- 監製：岩田伸一、横山拓也、熊谷拓登、小山雅弘
- 執行監製：
- 動畫製作：
- 製作：東京電視台、MEDIANET、

### 主題曲
- 片頭曲

作詞：高取秀明、作曲：、編曲：籠島裕昌、歌：高取秀明
- 片尾曲

作詞：吉川兆二、作曲：上田晃司、編曲：、歌：串田晃

### 各話標題
| 話數    | 日文標題                                 | 劇本       | 分鏡            | 演出         | 作畫監督            |
| ------- | ---------------------------------------- | ---------- | --------------- | ------------ | ------------------- |
| LIVE 1  | 発動! ライブオン!!                       | 浦畑達彦   | 辻初樹          | のがみかずお | 浦中利浩            |
| LIVE 2  | 変身（ライブチェンジ）! タテガミウルフ!! | 浦畑達彦   | 辻初樹          | 鶴田寬       | 濱田勝              |
| LIVE 3  | 対決! ライブバトル!!                     | 浦畑達彦   | 辻初樹          | 神原敏昭     | 稻田真樹            |
| LIVE 4  | ライバルはお坊ちゃま?                    | 大久保智康 | 尼野浩正        | 山崎友正     | 大谷房代            |
| LIVE 5  | 発進!! チーム無敵（アンヴァンシブル）!!  | 砂山藏澄   | 森田浩光        | 岡嶋國敏     | 小林ゆかり          |
| LIVE 6  | ジュテーム! うるわしのハポーン!!         | 山田健一   | 湖山禎崇        | 湖山禎崇     | 宗崎暢芳            |
| LIVE 7  | 大空3兄妹 舞う!                          | 大久保智康 | 辻初樹          | 川畑喬       | 飯飼一幸            |
| LIVE 8  | 轟け! タイガードラゴ!!                   | 大久保智康 | 藤原良二        | 鶴田寬       | 濱田勝              |
| LIVE 9  | はじめてのライブオン?!                   | 浦畑達彦   | 二瓶勇一        | 神原敏昭     | 稻田真樹            |
| LIVE 10 | 炸裂! 紅蓮の咆哮!!                       | 江夏由結   | 奥田誠治        | 山崎友正     | 大谷房代            |
| LIVE 11 | 出発! モンスターマウント!!               | 砂山藏澄   | 森田浩光        | 岡嶋國敏     | 鈴木伸一            |
| LIVE 12 | 初めてのマウント                         | 山田健一   | 湖山禎崇        | 湖山禎崇     | 宗崎暢芳            |
| LIVE 13 | 大空を翔ける!!                           | 大久保智康 | 辻初樹          | のがみかずお | 浦中利浩            |
| LIVE 14 | ようこそ間狩家へ!!                       | 江夏由結   | 奥田誠治        | 鶴田寬       | 濱田勝              |
| LIVE 15 | 怒涛の開幕! 中部大会!!                   | 砂山藏澄   | 米田光宏        | 神原敏昭     | 稻田真樹            |
| LIVE 16 | 親子三代! チーム大漁旗!!                 | 山田健一   | 辻初樹          | 山崎友正     | 伊藤智子            |
| LIVE 17 | ここはオレが! いやワシが!!               | 大久保智康 | 森田浩光        | 岡嶋國敏     | 鈴木伸一            |
| LIVE 18 | 水妖王子ゼニス降臨                       | 江夏由結   | 山本三輪子      | 川畑喬       | 小田多恵子          |
| LIVE 19 | 導魔の神官と地獣王                       | 砂山藏澄   | 辻初樹          | のがみかずお | 浦中利浩            |
| LIVE 20 | 最強のカードライバー?!                   | 浦畑達彦   | 辻初樹          | のがみかずお | 增田敏彦            |
| LIVE 21 | 特訓! タッグバトル!!                     | 山田健一   | 星野真          | 鶴田寬       | 濱田勝              |
| LIVE 22 | ミル、体験会に行く                       | 大久保智康 | 米田光宏        | 神原敏昭     | 稻田真樹            |
| LIVE 23 | タマゴパニック!!                         | 浦畑達彦   | 辻初樹          | 山崎友正     | 池田志乃            |
| LIVE 24 | 友情のタッグバトル                       | 江夏由結   | 森田浩光        | 岡嶋國敏     | 鈴木伸一            |
| LIVE 25 | 最強のコンビネーション!!                 | 砂山藏澄   | 山本三輪子      | 川畑喬       | 飯飼一幸 小田多恵子 |
| LIVE 26 | 激戦! ドラゴン対決!!                     | 大久保智康 | 辻初樹          | のがみかずお | 浦中利浩            |
| LIVE 27 | 決勝戦の秘密兵器!!                       | 浦畑達彦   | 星野真          | 鶴田寬       | 濱田勝              |
| LIVE 28 | 震撼! 漆黒のドラゴン!!                   | 山田健一   | 米田光宏        | 神原敏昭     | 稻田真樹            |
| LIVE 29 | 激闘! 勝利の行方!!                       | 江夏由結   | 辻初樹          | 山崎友正     | 池田志乃            |
| LIVE 30 | ミルと翔とムスタング                     | 浦畑達彦   | 辻初樹          | のがみかずお | 增田敏彦            |
| LIVE 31 | 突撃! となりの幽霊屋敷!!                 | 砂山藏澄   | 森田浩光        | 岡嶋國敏     | 鈴木伸一            |
| LIVE 32 | ようこそ間狩リゾートへ!!                 | 大久保智康 | 川畑喬          | 川畑喬       | 飯飼一幸 小田多恵子 |
| LIVE 33 | ドラゴンの島たい?!                       | 山田健一   | 辻初樹          | のがみかずお | 浦中利浩            |
| LIVE 34 | 全面否定! 森を守りし兄妹!!               | 江夏由結   | 星野真          | 鶴田寬       | 濱田勝              |
| LIVE 35 | 集結! ムスタング一家（ファミリー）!!     | 大久保智康 | 駒井一也        | 神原敏昭     | 稻田真樹            |
| LIVE 36 | ヒートアップ! 再決戦（リベンジマッチ）!! | 砂山藏澄   | 辻初樹          | 山崎友正     | 大谷房代            |
| LIVE 37 | 竜と巨人の伝説                           | 山田健一   | 森田浩光        | 岡嶋國敏     | 鈴木伸一            |
| LIVE 38 | 覚醒! 黄金の破壊神!!                     | 江夏由結   | 辻初樹          | のがみかずお | 浦中利浩            |
| LIVE 39 | さよならブラッシュ                       | 山田健一   | 川畑喬          | 川畑喬       | 飯飼一幸 小田多恵子 |
| LIVE 40 | スズメとライブオン                       | 浦畑達彦   | 辻初樹          | のがみかずお | 增田敏彦            |
| LIVE 41 | カラフルな一日!!                         | 浦畑達彦   | 辻初樹          | のがみかずお | 增田敏彦            |
| LIVE 42 | 風雲! 州大会開幕!!                       | 大久保智康 | 星野真          | 鶴田寬       | 濱田勝              |
| LIVE 43 | 崩せ! コンセプトデッキ!!                 | 砂山藏澄   | 米田光宏 辻初樹 | 神原敏昭     | 稻田真樹            |
| LIVE 44 | 激辛! チーム・スパイス!!                 | 江夏由結   | 辻初樹          | 山崎友正     | 池田志乃            |
| LIVE 45 | 猛襲! ドラゴンデッキ!!                   | 山田健一   | 森田浩光        | 岡嶋國敏     | 鈴木伸一            |
| LIVE 46 | 涙                                       | 大久保智康 | 川畑喬          | 川畑喬       | 飯飼一幸 小田多恵子 |
| LIVE 47 | バカ丸急上昇! 不快指数120%               | 浦畑達彦   | 辻初樹          | 鶴田寬       | 濱田勝              |
| LIVE 48 | エッ!? 鏡の中の翼!!                      | 砂山藏澄   | 米田光宏        | 神原敏昭     | 稻田真樹            |
| LIVE 49 | アイ、奪われた翼                         | 江夏由結   | 辻初樹          | 山崎友正     | 大谷房代            |
| LIVE 50 | 決戦! 光る黄金の牙!!                     | 山田健一   | 森田浩光        | 岡嶋國敏     | 鈴木伸一            |
| LIVE 51 | スタンド・バイ・ミー                     | 大久保智康 | 辻初樹          | のがみかずお | 浦中利浩            |

### 播放電視台
| 播放地區 | 播放電視台   | 播放日期                       | 播放時間                                                                            |
| -------- | ------------ | ------------------------------ | ----------------------------------------------------------------------------------- |
| 關東     | 東京電視台   | 2008年10月5日 - 2009年9月27日  | 星期日 10時30分 - 11時00分                                                          |
| 大阪府   | 大阪電視台   | 2008年10月12日 - 2009年10月4日 | 星期日 06時54分 - 07時24分（2009年3月前） 星期六 07時00分 - 07時30分（2009年4月後） |
| 愛知縣   | 愛知電視台   | 2008年10月12日 - 2009年10月4日 | 星期日 07時00分 - 07時30分                                                          |
| 福井縣   | 福井電視台   | 2009年4月5日 -                 | 星期日 06時30分 - 07時00分                                                          |
| 和歌山縣 | 和歌山電視台 | 2009年4月6日 -                 | 星期一 17時30分 - 18時00分                                                          |
| 岐阜縣   | 岐阜放送     | 2009年4月9日 - 2010年3月25日   | 星期四 17時30分 - 18時00分                                                          |
| 日本全國 | AT-X         | 2008年11月16日 -               | 星期日 12時00分 - 12時30分（2009年3月前） 星期日 09時00分 - 09時30分（2009年4月後） |

## 遊戲
遊戲版稱為「ライブオンDS」，是以任天堂DS作平台的全年齡向卡片對戰遊戲。原定在2009年7月16日發售，最終在2009年8月20日正式發售。以原作為藍本，使用原創的角色及故事進行，卡片包括第1至第3彈的所有卡片。玩家可選擇使用男性或女性角色進行遊戲，遊戲中更有機會與原作主角天尾翔對戰。玩家亦可透過任天堂DS的連線功能進行遊戲。隨遊戲附送天尾翔及小芹愛的限定卡片。

## 參註
1. ↑  月刊コミックブンブン編集部(2009)，（日語） 月刊コミックブンブン休刊 （页面存档备份，存于）
2. ↑  (2008)，（日語） 用語辭典[永久]
3. ↑  任天堂(2009)，（日語） NintendoDS ライブオンDS （页面存档备份，存于）
4. ↑  ACQUIRE(2009)，（日語） ライブオンDS （页面存档备份，存于）

## 外部連結
- （日語）漫畫官方網站（页面存档备份，存于）
- （日語）卡片對戰官方網站
- （日語）動畫官方網站（页面存档备份，存于）
- （日語）遊戲官方網站
- （日語）狗の尾っぽ（页面存档备份，存于） – 漫畫原畫家的個人網頁